# Bosznia-Hercegovina az 1996. évi nyári olimpiai játékokon
Bosznia-Hercegovina az egyesült államokbeli Atlantában megrendezett 1996. évi nyári olimpiai játékok egyik részt vevő nemzete volt. Az országot az olimpián 7 sportágban 9 sportoló képviselte, akik érmet nem szereztek.

## Asztalitenisz
Férfi
| Versenyző    | Versenyszám | Csoportkör                                                                                    | Csoportkör | Nyolcaddöntő      | Negyeddöntő       | Elődöntő          | Döntő             | Helyezés |
| Versenyző    | Versenyszám | Ellenfél Eredmény                                                                             | Hely.      | Ellenfél Eredmény | Ellenfél Eredmény | Ellenfél Eredmény | Ellenfél Eredmény | Helyezés |
| ------------ | ----------- | --------------------------------------------------------------------------------------------- | ---------- | ----------------- | ----------------- | ----------------- | ----------------- | -------- |
| Tarik Hodžić | Egyes       | L csoport · Dmitrij Mazunov (RUS) · 0:2 · Peter Karlsson (SWE) · 0:2 · Jim Butler (USA) · 0:2 | 4.         | kiesett           | kiesett           | kiesett           | kiesett           | 49.      |

## Atlétika
Férfi
| Versenyző   | Versenyszám | Eredmény | Helyezés |
| ----------- | ----------- | -------- | -------- |
| Islam Ðugum | Maraton     | 2:47:38  | 107.     |

Női
| Versenyző  | Versenyszám     | Eredmény | Helyezés |
| ---------- | --------------- | -------- | -------- |
| Kada Delić | 10 km gyaloglás | 48:47    | 38.      |

## Birkózás
Kötöttfogású
| Versenyző          | Versenyszám | 32-es főtábla                    | Nyolcaddöntő      | Negyeddöntő       | Elődöntő          | Vigaszág 2. kör      | Vigaszág 3. kör               | Vigaszág 4. kör   | Vigaszág 5. kör   | Vigaszág 6. kör   | Bronz- mérkőzés   | Döntő             | Helyezés |
| Versenyző          | Versenyszám | Ellenfél Eredmény                | Ellenfél Eredmény | Ellenfél Eredmény | Ellenfél Eredmény | Ellenfél Eredmény    | Ellenfél Eredmény             | Ellenfél Eredmény | Ellenfél Eredmény | Ellenfél Eredmény | Ellenfél Eredmény | Ellenfél Eredmény | Helyezés |
| ------------------ | ----------- | -------------------------------- | ----------------- | ----------------- | ----------------- | -------------------- | ----------------------------- | ----------------- | ----------------- | ----------------- | ----------------- | ----------------- | -------- |
| Fahr-ud-Din Hodžić | 90 kg       | Vjacseszlav Olijnik (UKR) · 0–12 |                   |                   |                   | Doug Cox (CAN) · 5–2 | Derrick Waldroup (USA) · 0–12 | kiesett           | kiesett           | kiesett           | kiesett           |                   | 17.      |

## Cselgáncs
Férfi
| Versenyző       | Versenyszám | Selejtező               | 32-es főtábla     | Nyolcaddöntő      | Negyeddöntő       | Elődöntő          | Vigaszág első kör | Vigaszág negyeddöntő | Vigaszág elődöntő | Bronz- mérkőzés   | Döntő             | Helyezés |
| Versenyző       | Versenyszám | Ellenfél Eredmény       | Ellenfél Eredmény | Ellenfél Eredmény | Ellenfél Eredmény | Ellenfél Eredmény | Ellenfél Eredmény | Ellenfél Eredmény    | Ellenfél Eredmény | Ellenfél Eredmény | Ellenfél Eredmény | Helyezés |
| --------------- | ----------- | ----------------------- | ----------------- | ----------------- | ----------------- | ----------------- | ----------------- | -------------------- | ----------------- | ----------------- | ----------------- | -------- |
| Davor Vlaškovac | Könnyűsúly  | Andrei Golban (MDA) · V | kiesett           | kiesett           | kiesett           | kiesett           |                   |                      |                   |                   |                   | 33.      |

## Kajak-kenu

### Szlalom
| Versenyző       | Versenyszám       | Döntő    | Döntő    | Döntő    | Döntő    | Döntő         | Döntő         |
| Versenyző       | Versenyszám       | 1. futam | 1. futam | 2. futam | 2. futam | Jobb eredmény | Jobb eredmény |
| Versenyző       | Versenyszám       | Pont     | Hely.    | Pont     | Hely.    | Pont          | Helyezés      |
| --------------- | ----------------- | -------- | -------- | -------- | -------- | ------------- | ------------- |
| Samir Karabašić | Férfi kajak egyes | 248,01   | 41.      | 196,85   | 32.      | 196,85        | 41.           |

## Sportlövészet
Férfi
| Versenyző      | Versenyszám           | Selejtező | Selejtező | Döntő   | Döntő    |
| Versenyző      | Versenyszám           | Pont      | Helyezés  | Pont    | Helyezés |
| -------------- | --------------------- | --------- | --------- | ------- | -------- |
| Nedžad Fazlija | Légpuska              | 586       | 25.       | kiesett | kiesett  |
| Nedžad Fazlija | Sportpuska, fekvő     | 583       | 51.       | kiesett | kiesett  |
| Nedžad Fazlija | Sportpuska, összetett | 1163      | 18.*      | kiesett | kiesett  |

* - három másik versenyzővel azonos eredményt ért el

## Úszás
Férfi
| Versenyző      | Versenyszám    | Előfutam | Előfutam | Előfutam | Döntő   | Döntő   | Döntő   | Helyezés |
| Versenyző      | Versenyszám    | Idő      | Hely.    | Össz.    | Típus   | Idő     | Hely.   | Helyezés |
| -------------- | -------------- | -------- | -------- | -------- | ------- | ------- | ------- | -------- |
| Janko Gojković | 100 m gyors    | 51,28    | 2.       | 36.      | kiesett | kiesett | kiesett | kiesett  |
| Janko Gojković | 100 m pillangó | 56,11    | 3.       | 41.      | kiesett | kiesett | kiesett | kiesett  |

Női
| Versenyző     | Versenyszám | Előfutam | Előfutam | Előfutam | Döntő   | Döntő   | Döntő   | Helyezés |
| Versenyző     | Versenyszám | Idő      | Hely.    | Össz.    | Típus   | Idő     | Hely.   | Helyezés |
| ------------- | ----------- | -------- | -------- | -------- | ------- | ------- | ------- | -------- |
| Dijana Kvesić | 200 m hát   | 2:23,78  | 3.       | 32.      | kiesett | kiesett | kiesett | kiesett  |